# Хриплович, Иосиф Бенционович
Ио́сиф Бенцио́нович Хрипло́вич (23 января 1937, Киев — 26 сентября 2024) — советский и российский физик-теоретик. Доктор физико-математических наук (1976), профессор (1983), член-корреспондент РАН (2000), почётный профессор НГУ. Внёс вклад в теорию элементарных частиц, квантовую теорию поля, атомную физику и общую теорию относительности.

## Биография
Родился 23 января 1937 года в Киеве в семье служащих. С 1954 по 1959 год обучался на физическом факультете Киевского государственного университета.
С 1959 по 2014 год работал в Институте ядерной физики СО РАН: аспирант, младший научный сотрудник, старший научный сотрудник, ведущий научный сотрудник, главный научный сотрудник. Одновременно с 1998 по 2009 год заведовал кафедрой теоретической физики физического факультета НГУ, где читал курсы квантовой механики, теории слабых взаимодействий и общей теории относительности.
С 2014 года профессор кафедры квантовой механики физического факультета СПбГУ.
Был научным руководителем 14 кандидатов наук и четырёх докторов наук.
Является почётным профессором НГУ.
В 2023—2024 гг. входил в состав новосозданного Санкт-Петербургского отделения РАН.
Скончался 26 сентября 2024 года в возрасте 87 лет.

## Научный вклад
Первая научная работа Иосифа Бенционовича, выполненная в 1960 году в соавторстве с В. Н. Байером, была посвящена нейтральным токам в слабых взаимодействиях и задала тематику его будущих исследований в области физики высоких энергий и элементарных частиц.
В последующие годы Иосиф Бенционович сделал значительные открытия в теории слабых и электромагнитных взаимодействий, а также в калибровочных теориях, где он первым указал на явление антиэкранировки заряда в теориях типа Янга — Миллса. Эти достижения принесли ему международное признание. Первым правильно вычислил бета-функцию в теории Янга — Миллса (1969), хотя в то время асимптотическая свобода ещё не была признана как свойство сильных взаимодействий.
В 1974 году он предложил и детально разработал эксперимент по обнаружению нарушения чётности в атомах из-за слабого взаимодействия электронов с нуклонами, который позднее был успешно реализован экспериментаторами ИЯФ СО РАН Л.М. Барковым и М.С. Золоторёвым. Работы Хрипловича и его группы в этой области значительно продвинули теорию многоэлектронных атомов и внесли вклад в исследование нарушения фундаментальных симметрий в процессах с элементарными частицами и атомными ядрами.
В области теории гравитации он провел ряд важных исследований по динамике частиц со спином в гравитационных полях и физике чёрных дыр.
Автор более 200 печатных работ, в том числе четырёх монографий.

## Общественная позиция
В 1968 году подписал «письмо сорока шести» против нарушения законности на судебном процессе над правозащитниками в Москве в 1968 году, известном как «дело четырёх».

## Награды
- Медаль Дирака (UNSW) (2004)[19].
- Премия имени И. Я. Померанчука (2005)[13].
- Благодарность Президента Российской Федерации (5 февраля 2024 года) — за заслуги в развитии отечественной науки, многолетнюю плодотворную деятельность и в связи с 300-летием со дня основания Российской академии наук[20].